# Gainsborough Trinity FC
Gainsborough Trinity FC är en engelsk fotbollsklubb i Gainsborough, grundad 1873. Hemmamatcherna spelas på The Northolme. Smeknamnet är Trinity eller The Blues.

## Historia
Klubben grundades 1873 av kyrkoherden i the Holy Trinity Church och i början så kallades de sig Trinity Recreationalists. 1889 gick klubben med i Midland League och säsongen efter vann man ligan. Året därpå kom klubben tvåa och valdes in i The Football Leagues Second Division. 1912 blev klubben utröstad ur ligan och återvände till Midland League.
Trinity hävdar att de är en av få engelska fotbollsklubbar som aldrig blivit degraderade, då de blev utröstade ur The Football League och inte nedflyttade på grund av sin placering.

## Meriter
- Midland Football League: Mästare 1890/91, 1927/28, 1948/49, 1966/67
- Lincolnshire Senior Cup: Mästare 1889/90, 1892/93, 1894/95, 1897/98, 1903/04, 1904/05, 1906/07, 1910/11, 1970/71, 2002/03, 2017/18